# هرمانية إسفينية الأوراق
هرمانية إسفينية الأوراق (الاسم العلمي:Hermannia cuneifolia) هي نوع من النباتات تتبع جنس الهرمانية من الفصيلة الخلنجية.